# Training di matematica del prof. Kageyama
Training di matematica del prof. Kageyama (in inglese Professor Kageyama's Maths Training e in francese Méthode Mathématique du Professeur Kageyama) è un videogioco educativo sviluppato dalla Shogakukan, pubblicato dalla Nintendo e pubblicato in Europa l'8 febbraio 2008. Negli Stati Uniti d'America, il gioco è stato pubblicato con il nome di Personal Trainer: Math.
Fa parte della linea Touch! Generations per Nintendo DS.
In questo gioco non esiste una trama, infatti il giocatore deve risolvere quotidianamente dei semplici quesiti aritmetici. Il videogioco è stato ideato da Hideo Kageyama, professore presso il Centro di ricerca e sviluppo dell'istruzione superiore della Ritsumeikan University di Kyoto.

## Test del giorno
Il test del giorno è una prova in cui si devono eseguire tre esercizi aritmetici, questi esercizi cambiano a seconda del livello che ha raggiunto l'allievo. Il test si può eseguire solo una volta al giorno.

### Esercizi in base al livello
| Livello | Esercizio n° 1                    | Esercizio n° 2                 | Esercizio n° 3                   |
| ------- | --------------------------------- | ------------------------------ | -------------------------------- |
| 1       | Carte flash                       | Addizioni 1                    | Sottrazioni 1                    |
| 2       | Missione 10                       | A è B più C                    | Addizioni 2 e Sottrazioni 2      |
| 3       | Addizioni flash 1                 | Addizioni 10 caselle           | Addizioni 30 caselle             |
| 4       | Sottrazioni flash 1               | Sottrazioni 10 caselle         | Sottrazioni 30 caselle           |
| 5       | Addizioni flash 2                 | Addizioni 50 caselle           | Addizioni 100 caselle            |
| 6       | Sottrazioni flash 2               | Sottrazioni 50 caselle         | Sottrazioni 100 caselle          |
| 7       | Tabellina del 5                   | Tabellina del 2                | Tabellina del 3                  |
| 8       | Tabellina del 4                   | Tabellina del 6                | Tabellina del 7                  |
| 9       | Tabellina dell'8                  | Tabellina del 9                | Tabellina dell'1                 |
| 10      | Moltiplicazioni flash             | Moltiplicazioni 10 caselle     | Moltiplicazioni 30 caselle       |
| 11      | Moltiplicazioni 50 caselle        | Moltiplicazioni 100 caselle    | Addizioni a 2 cifre              |
| 12      | Sottrazioni a 2 cifre             | Scala di addizioni 1           | Scala di sottrazioni 1           |
| 13      | Addizioni incomplete              | Sottrazioni incomplete         | Scala di addizioni 2             |
| 14      | Addizioni coi buchi 1             | Sottrazioni coi buchi 1        | Scala di sottrazioni 2           |
| 15      | Addizioni a 3 cifre               | moltiplicazioni incomplete     | Maratona divisioni A (facile)    |
| 16      | Sottrazioni a 3 cifre             | Maratona divisioni B (normale) | Maratona divisioni C (difficile) |
| 17      | Addizioni e Sottrazioni a 3 cifre | Moltiplicazioni in colonna     | Moltiplicazioni coi buchi        |
| 18      | Addizioni coi buchi 2             | Sottrazioni coi buchi 2        | Moltiplicazioni incomplete       |
| 19      | Scala di addizioni 3              | Scala di sottrazioni 3         | Maratona divisioni C (difficile) |

## Metodo Kageyama

### Un allievo
Scegliendo l'opzione "un allievo" ci si può esercitare con esercizi di calcolo come: calcoli 100 caselle e maratona divisioni.

#### Calcoli 100 caselle
Se ci si vuole allenare con l'esercizio "calcoli 100 caselle" bisogna scegliere l'operazione aritmetica (tra addizioni, sottrazioni e moltiplicazioni), il numero dei quesiti (10, 30, 50 o 100) e la loro sequenza (nuova o invariata). L'esercizio consiste nel addizionare, sottrarre o moltiplicare dei numeri, scrivendo nelle caselle i risultati delle operazioni. In calcoli 100 caselle, verrà assegnata, al giocatore, una penalità di tempo per ogni errore commesso.

#### Maratona divisioni
Per esercitarsi con l'esercizio "maratona divisioni", bisogna prima scegliere il livello tra A (facile), B (normale) e C (difficile), il numero dei quesiti (10, 30, 50, 90), e la loro sequenza, sempre come nell'esercizio calcoli 100 caselle. L'obbiettivo è quello di scrivere il risultato della divisione nella casella. Nel livello A è sufficiente scrivere solo il risultato, ma nei livelli B e C oltre al quoziente si deve scrivere anche il resto.

### Gruppo di studio
Scegliendo invece l'opzione "gruppo di studio", grazie alla comunicazione wirless DS ci si può esercitare con un massimo di 15 persone. Il gruppo di studio lo si può creare scegliendo l'opzione crea gruppo. Scegliendo invece l'opzione "partecipa", si può partecipare ad un altro gruppo di studio creato da un altro allievo.

## Esercizi
La seguente lista elenca gli esercizi del gioco.
- Addizioni 1
- Sottrazioni 1
- Addizioni 2 e Sottrazioni 2
- Carte flash
- Addizioni flash 1
- Addizioni flash 2
- Sottrazioni flash 1
- Sottrazioni flash 2
- Moltiplicazioni flash
- Tabellina dell'1
- Tabellina del 2
- Tabellina del 3
- Tabellina del 4
- Tabellina del 5
- Tabellina del 6
- Tabellina del 7
- Tabellina dell'8
- Tabellina del 9
- Scala di addizioni 1
- Scala di addizioni 2
- Scala di addizioni 3
- Scala di sottrazioni 1
- Scala di sottrazioni 2
- Scala di sottrazioni 3
- Addizioni coi buchi 1
- Addizioni coi buchi 2
- Sottrazioni coi buchi 1
- Sottrazioni coi buchi 2
- Moltiplicazioni coi buchi
- Addizioni a 2 cifre
- Sottrazioni a 2 cifre
- Addizioni a 3 cifre
- Sottrazioni a 3 cifre
- Addizioni e Sottrazioni a 3 cifre
- Moltiplicazioni in colonna
- Missione 10
- A è B più C
- Addizioni incomplete
- Sottrazioni incomplete
- Moltiplicazioni incomplete

### Medaglie
A seconda del numero di risposte esatte date nell'esercizio svolto, il giocatore, riceverà una medaglia diversa tra quella di bronzo, quella d'argento e quella d'oro. Se l'utente risolve tutti i quesiti senza commettere errori e più velocemente rispetto al tempo ideale, potrebbe ricevere una medaglia speciale.